# Neochauliodes khasianus
Neochauliodes khasianus är en insektsart som beskrevs av Van der Weele 1909. Neochauliodes khasianus ingår i släktet Neochauliodes och familjen Corydalidae. Inga underarter finns listade i Catalogue of Life.